# Kanton Monthureux-sur-Saône
Monthureux-sur-Saône is een voormalig kanton van het departement Vosges in Frankrijk. Het kanton maakte deel uit van het arrondissement Épinal tot het op 22 maart 2015 werd opgeheven en de gemeenten werden opgenomen in het kanton Darney.

## Gemeenten
Het kanton Monthureux-sur-Saône omvatte de volgende gemeenten:
- Ameuvelle
- Bleurville
- Claudon
- Fignévelle
- Gignéville
- Godoncourt
- Martinvelle
- Monthureux-sur-Saône (hoofdplaats)
- Nonville
- Regnévelle
- Viviers-le-Gras